# Les Aventures de Fleurdelys et Patatrac
Fleurdelys ou Les Aventures de Fleurdelys et Patatrac sont une série de bande dessinée humoristique, créée par le dessinateur Mazel avec des scénarios de Vicq pour le Journal de Tintin où elle paraît de 1966 à 1968. Elle est publiée en albums par les éditions Pan Pan.

## Historique de la série
La série Fleurdelys est créée par Mazel pour les dessins, sur des scénarios de Vicq. Elle paraît dans le Journal de Tintin de 1966 à 1968, dans l'édition française et dans l'édition belge, alternativement en gags d'une page et en récits complets de deux à huit pages, avec également une histoire à suivre. Cette série est publiée en deux albums par les éditions Pan Pan en 2013 et 2015.

## Parution dansTintin
Fleurdelys paraît à partir de 1966 dans l'hebdomadaire Tintin, édition française et édition belge. Cette série y est publiée en récits complets de deux à huit planches chacun, parfois en gags d'une page, et une fois en histoire à suivre sur sept numéros de l'hebdomadaire.
Cette série est presque toujours publiée dans l'hebdomadaire Tintin lui-même. Une exception est faite en 1968 pour un récit complet de huit planches, publié dans le premier Tintin Sélection.

## Albums
La publication en albums de cette série est due aux éditions Pan Pan, sous le titre Les Aventures de Fleurdelys et Patatrac, en deux albums qui paraissent en 2013 et 2015 :
1. Fleurdelys et Patatrac et les pirates, éditions Pan Pan, 59 planches, 2013  (ISBN 978-2-930571-24-9) ;
2. Vive les vacances, éditions Pan Pan, 39 planches, 2015  (ISBN 978-2-930571-31-7).